# 亞歷山大·奧克桑琴科
亞歷山大·雅科維奇·奧克桑琴科（羅馬化：Oleksandr Yakovych Oksanchenko；1968年4月22日—2022年2月25日），昵称灰狼，烏克蘭戰鬥機飛行員，2022年2月25日为了抵抗俄罗斯的入侵殉国，身后被追授烏克蘭英雄荣誉称号。

## 生平
奧克桑琴科生於第聶伯羅彼得羅夫斯克州小米哈伊利夫卡，他畢業於哈爾科夫高等軍事航空飛行員學校（伊萬·闊日杜布國立空軍大學前身）。由1989年開始，奧克桑琴科便在烏克蘭空軍服役，他由飛行教官一路晉升為軍事單位副指揮官，是為一級軍事飛行員，飛行時數達2,000個小時。從2013年到2018年，奧克桑琴科是烏克蘭空軍蘇-27戰鬥機的展示飛行員。他2018年退役，退役時的軍銜為上校。退役後，奧克桑琴科繼續留在烏克蘭軍中擔任飛行教練員。
奧克桑琴科多次代表烏克蘭到世界各國的航空展表演花式飛行表演，2016年，他參加了馬耳他國際航展。奧克桑琴科在許多活動中獲得了多項最佳飛行表演獎。2017年，他在皇家國際航空刺青獲得了「烏鴉飛翔」獎杯。2018年，奧克桑琴科獲得捷克國際航空節最佳飛行員獎。2020年11月起，他成為第8屆米爾霍羅德市議會代表。

## 事蹟
2022年俄羅斯入侵烏克蘭，已經退役的奧克桑琴科接受徵招重返烏克蘭空軍，在戰爭初期居於劣勢的情況下多次起飛與俄羅斯空軍爭奪制空權。在2月25日晚間的基輔保衛戰，一次為了分散敵機的注意力的飛行中在基輔上空被俄羅斯的S-400防空系統擊落陣亡。

## 榮譽
烏克蘭总统弗拉基米爾·澤連斯基因其事跡，根據總統令№78/2022追授奧克桑琴科烏克蘭英雄稱號並追授金星勳章。澤連斯基稱奧克桑琴科是「世界上最好的戰鬥機飛行員之一」。
- 丹尼洛·哈利茨基勳章[3]
- 金星勳章[7]
- 烏克蘭英雄[7]